# Artur Iskandarowitsch Chamidullin
Artur Iskandarowitsch Chamidullin (russisch Артур Искандарович Хамидуллин, wiss. Transliteration Artur Iskandarovič Chamidullin; * 30. April 1977 in Ufa) ist ein ehemaliger russischer Skispringer.

## Karriere
Chamidullin erreichte bei der Vierschanzentournee 1998/99 den 41. Platz in der Gesamtwertung, nachdem er in Oberstdorf den 28., in Garmisch-Partenkirchen den 34. und in Bischofshofen den 46. Platz erzielen konnte. Am Ende der Weltcup-Saison 1998/99 stand er auf dem 64. Platz in der Weltcup-Gesamtwertung. Sein größter internationaler Einzelerfolg war die Bronzemedaille von der Normalschanze bei der Winter-Universiade im Februar 2001 in Zakopane, nachdem Chamidullin zwei Jahre zuvor bei den Spielen in Poprad bereits Bronze mit der russischen Mannschaft gewonnen hatte.
1997 wurde er russischer Meister.